# Цискарішвілі Габріель Дмитрович
Габріель Дмитрович Цискарішвілі (груз. გაბრიელ დიმიტრის ძე ცისკარიშვილი; 1892-1924) — грузинський політик, член Установчих зборів Грузії (1919—1921).

## Біографія

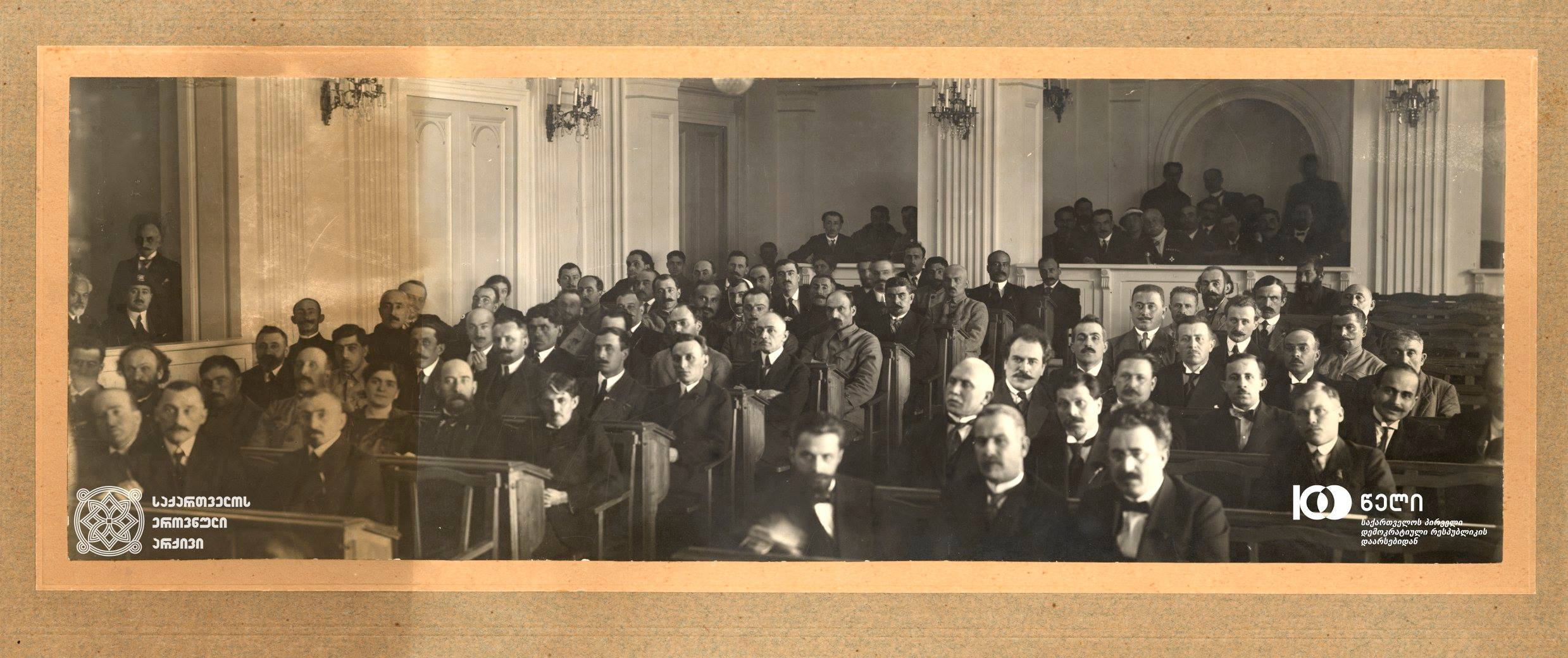
Установчі збори Грузії. Цискарішвілі, ліва сторона, в останніх рядах

Народився 1892 року в селищі Земо-Алвані у сім'ї державного вчителя.
Навчався у приватній школі-інтернаті у Телаві. Закінчив Тифліську гімназію, продовжив навчання на історико-філологічному факультеті Імператорського Московського університету.
У 1914 році приєднався до меншовицької фракції Російської соціал-демократичної робітничої партії.
Повернувшись до Грузії після лютневої революції 1917 року, був секретарем Торгової палати Телаві та представником міської ради; Член Шефердського кооперативу чабанів.
12 березня 1919 року обраний членом Установчих зборів Грузії за списком Соціал-демократичної партії Грузії; був секретарем комітетів самоврядування та бібліотек, членом мандатної комісії. Працював помічником голови правління сільськогосподарського кооперативу «Виробництво».
У 1921 році під час радянсько-грузинської війни воював як рядовий солдат із частинами Червоної Армії; був тяжко поранений у бою і кілька місяців переховувався в Тушеті. Повернувшись до Тифлісу, приєднався до руху опору. Працював заступником голови правління сільськогосподарського кооперативу.
Кілька разів його було заарештовано, востаннє — 30 травня 1923 року в Тбілісі за звинуваченням у контрреволюційній діяльності. Обшук його квартири показав, що він був пов'язаний з одним із лідерів руху опору, Гогітою Пагавою, а його квартира була місцем зборів повстанців. 26 липня 1923 року засуджений до ув'язнення на термін три роки. Якийсь час перебував у в'язниці «Метехі».
29 грудня 1923 року був убитий Іларіон Гіоргадзе, який співпрацював з більшовицькою владою. У відповідь 17 січня 1924 року влада оголосила заручниками 38 політв'язнів, у тому числі Габріеля Цискарішвілі, і пригрозила стратити їх у разі продовження контрреволюційного терору (вбивства «кожного робітника і селянина»).
Після початку антирадянського повстання 28 серпня 1924 Цискарішвілі розстріляли у Тифлісі разом з іншими політичними в'язнями та цивільними особами в ніч на 30 серпня.